# Faizal Tahir
Ahmad Faizal bin Mohammad Tahir (26 de octubre de 1978) conocido artísticamente como Faizal Tahir. Es un cantante y compositor de Malasia que surgió en la música a través de un programa de televisión. Fue el primer finalista del reality show, uno en un millón (primera temporada). Fue miembro de un equipo llamado nasyid y también anfitrión. Su álbum debut como solista titulado Aku.Muzik.Kamu fue lanzado el 22 de noviembre de 2007 bajo el sello discográfico, Monkey bone. También recibió un premio por su talento en el reality show de Gangstarz temporada 1 y 2, con cual partió de su propia celebración en el 2008.

## Discografía
- Khalifah Pertama
- "Mahakarya Cinta
- Aku.Muzik.Kamu
- Bencinta
- Adrenalin